# 줄리 비숍
줄리 이자벨 비숍(영어: Julie Isabel Bishop, 1956년 7월 17일~)은 호주의 정치인이자 호주국립대학교 명예총장이다. 2013년부터 2018년까지 외무장관을, 2007년부터 2018년까지 자유당 부대표를 맡았다. 대중적 인기가 높았지만 당내 세력이 취약해 2018년 치러진 대표 경선에서 3위로 떨어졌다. 낙선 후 곧바로 외무장관직과 부대표직을 사임했으며, 정계 은퇴도 고려했지만 당내의 만류로 의원직은 유지하게 됐다. 2021년 1월부터 오스트레일리아 국립 대학교 총장을 맡고 있다.

## 생애

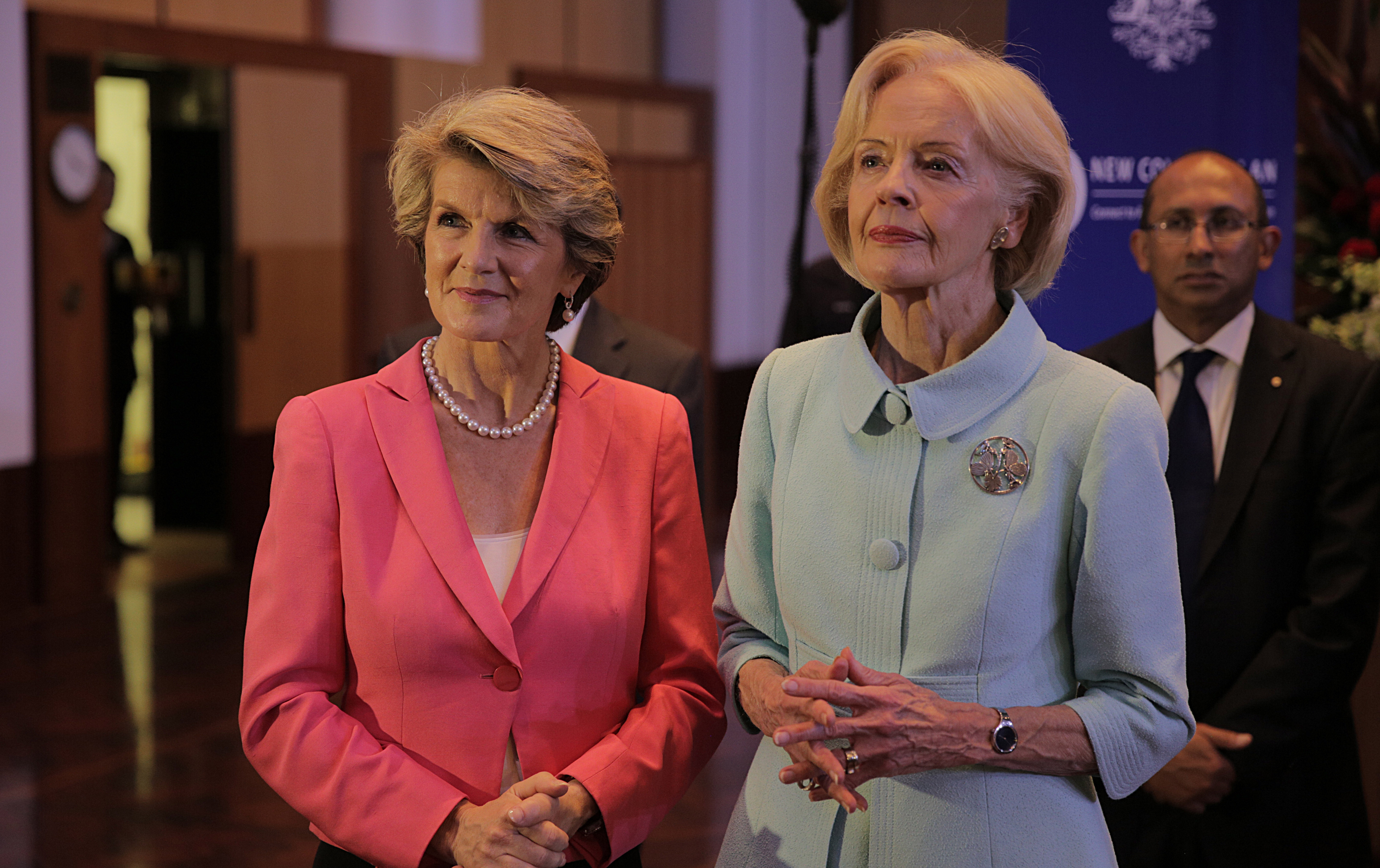
퀜틴 브라이스 총독과 함께

1956년 7월 7일 사우스오스트레일리아주 로버달에서 태어났다. 성장할 때까지 사우스오스트레일리아 주에서 살다가 1983년 부동산 개발업자인 남편을 따라 웨스턴오스트레일리아 주 퍼스로 이주했다. 남편과는 이혼한 후로도 퍼스에서 계속 살았다. 정계 입문 전에 SBS 이사와 웨스턴오스트레일리아 도시개발재심재판소 소장을 지냈다.
하버드 경영 대학원에서 돌아온 후 본격적으로 정계에 입문했다. 1998년 총선에서 커틴 선거구에 자유당 소속으로 출마해 당선됐다. 이후 존 하워드 내각에서 노인장관·교육장관을 지냈다.
2007년 자유당 부대표로 당선됐고, 2013년 자유당이 집권하게 되자 토니 애벗에 의해 외무장관으로 임명됐다.
2018년 8월 24일 맬컴 턴불이 총리직과 자유당 대표직에서 물러나면서 대표 경선이 열리자 스콧 모리슨, 피터 더튼과 같이 출마했다. 경선 전에 진행된 여론조사에선 대표직으로 가장 선호됐지만, 1차 표결에서 11표밖에 얻지 못해 3위로 탈락했다. 탈락한 이유에 대해 주요 언론들은 그녀가 당내 세력을 거느리지 못해서라고 분석했다. 탈락 후 이에 책임을 지고 부대표직과 외무장관직에서 모두 물러났다. 의원직도 물러날 것이라는 암시를 남겼지만 동료 의원들과 지역구 주민들의 만류로 유지하기로 결론을 내렸다. 한편 턴불과 페니 웡, 마크 맥고원, 케빈 러드 등의 정치인들은 그녀의 사임 소식을 듣고 안타까워 했다.

## 역대 선거 결과
| 선거명      | 직책명                 | 대수 | 정당                  | 1차 득표율 | 1차 득표수 | 2차 득표율 | 2차 득표수 | 결과 | 당락               |
| ----------- | ---------------------- | ---- | --------------------- | ---------- | ---------- | ---------- | ---------- | ---- | ------------------ |
| 1998년 선거 | 하원의원 (커틴 선거구) | 39대 | 오스트레일리아 자유당 | 44.63%     | 35,174표   | 63.28%     | 49,870표   | 1위  | 커틴 하원의원 당선 |
| 2001년 선거 | 하원의원 (커틴 선거구) | 40대 | 오스트레일리아 자유당 | 55.16%     | 41,863표   |            |            | 1위  | 커틴 하원의원 당선 |
| 2004년 선거 | 하원의원 (커틴 선거구) | 41대 | 오스트레일리아 자유당 | 59.59%     | 45,081표   |            |            | 1위  | 커틴 하원의원 당선 |
| 2007년 선거 | 하원의원 (커틴 선거구) | 42대 | 오스트레일리아 자유당 | 59.27%     | 46,912표   |            |            | 1위  | 커틴 하원의원 당선 |
| 2010년 선거 | 하원의원 (커틴 선거구) | 43대 | 오스트레일리아 자유당 | 61.13%     | 50,024표   |            |            | 1위  | 커틴 하원의원 당선 |
| 2013년 선거 | 하원의원 (커틴 선거구) | 44대 | 오스트레일리아 자유당 | 62.06%     | 52,623표   |            |            | 1위  | 커틴 하원의원 당선 |
| 2016년 선거 | 하원의원 (커틴 선거구) | 45대 | 오스트레일리아 자유당 | 65.50%     | 56,175표   |            |            | 1위  | 커틴 하원의원 당선 |